# Sötét Torino
A Sötét Torino, RTL Klub szinkronban: A maffia markában (eredeti cím: Torino nera) 1972-ben bemutatott olasz bűnügyi film, amelynek főszereplője Bud Spencer.  Az élőszereplős játékfilm rendezője Carlo Lizzani, a producere Dino De Laurentiis. A forgatókönyvet Nicola Badalucco és Luciano Vicenzoni írta, a zenéjét Gianpiero és Gianfranco Reverberi szerezte. A mozifilm a De Laurentiis Intermarco S.p.A. és a Trianon Productions gyártásában készült. Műfaja bűnügyi filmdráma. 
Olaszországban 1972. szeptember 28-án mutatták be a mozikban, Magyarországon viszonylag kevés késéssel bemutatták, a mozikban feliratos változatban vetítették. A magyar szinkronos változat készült belőle, amelyből az elsőt az MTV1-en 1991-ben, a másodikat az RTL Klubon 2000-ben vetítették le a televízióban, augusztus 24-én.

## Cselekmény
Rosario Raót (Bud Spencer) gyilkosság vádjával letartóztatják. 14 éves fia, Mino látja, amint az apját elviszik a rendőrök, és megesküszik, hogy bebizonyítja Rao ártatlanságát. A fiúnak nincs könnyű dolga, szemtanúk egész sora szenved "véletlen" balesetet, ő azonban fültanúja lesz egy kulcsfontosságú beszélgetésnek. Ennek segítségével eljut egy súlyosan sérült férfihoz a kórházba, és megtudja tőle az igazi gyilkos nevét...

## Szereplők
| Szereplő                     | Színész              | Magyar hang         | Magyar hang              |
| Szereplő                     | Színész              | Sötét Torino (1991) | A maffia markában (2000) |
| ---------------------------- | -------------------- | ------------------- | ------------------------ |
| Rosario Rao                  | Bud Spencer          | Bujtor István       | Kránitz Lajos            |
| Fridda                       | Marcel Bozuffi       | Szersén Gyula       | Kőszegi Ákos             |
| Lucia Rao                    | Francoise Fabian     | Földessy Margit     | Vándor Éva               |
| Trotta Maresciallo felügyelő | Guido Leontini       | Barbinek Péter      | Harsányi Gábor           |
| Camarata                     | Vittorio Duse        | Uri István          | Szokol Péter             |
| Mancuso                      | Nicola Di Bari       | Reviczky Gábor      | Schnell Ádám             |
| Mino Rao                     | Domenico Santoro     | Fülöp Ervin         | Szvetlov Balázs          |
| Raffaele Rao                 | Andrea Balestri      | Dominus Ákos        | N/A                      |
| Nascarella                   | María Baxa           | Csere Ágnes         | Hámori Eszter            |
| Jaco                         | Saro Urzi            | Szabó Ottó          | Dobránszky Zoltán        |
| Marinotti                    | Gigi Ballista        | Hollósi Frigyes     | Csuha Lajos              |
| Ravazza                      | Teodoro Corrà        | Melis Gábor         | Selmeczi Roland          |
| Vanni Mascara                | Mario Pilar          | Beregi Péter        | Barát Attila             |
| Scarcella                    | Elio Zamuto          | Rosta Sándor        | Sztarenki Pál            |
| Santoro                      | Gianni Milito        | Varga Tamás         | Németh Gábor             |
| Perrera                      | Giovanni De Martire  | N/A                 | N/A                      |
| Puma felesége                | Giuliana Rivera      | Bessenyei Emma      | Bókai Mária              |
| Rita                         | Cristina Deorsola    | N/A                 | N/A                      |
| Mascara felesége             | Carla Mancini        | N/A                 | N/A                      |
| Puma                         | Giovanni Pallavicino | Csikos Gábor        | Varga Tamás              |
| Rendőr                       | Franco Balestri      | Orosz István        | N/A                      |
| Megvert munkás               | Enrico Longo         | N/A                 | N/A                      |

## Televíziós megjelenések
- 1. magyar szinkron: TV-1
- 2. magyar szinkron: RTL Klub